# 金丝草
金丝草（学名：Pogonatherum crinitum）为禾本科金发草属下的一个种。